# TV Breizh

TV Breizh, que significa Bretaña TV en bretón, es una televisión de pago francesa de ámbito nacional originaria de la región de Bretaña. Es propiedad del grupo TF1.

## Historia
El canal fue lanzado el 1 de septiembre de 2000 por TF1 y Patrick Le Lay con el propósito de emitir programación regional y repeticiones de programas de TF1.
TV Breizh intentó conseguir una licencia de emisión en dicha región pero fue rechazada por el Consejo Superior Audiovisual de Francia. En 2004 TV Breizh fue la primera candidata para obtener una licencia en la Televisión digital terrestre pero tampoco lo consiguió.

## Programación
TV Breizh se basa en programación local como informativos regionales pero también emite antiguos programas de TF1 como Se ha escrito un crimen, Detective Colombo y algunas películas. Esto ha hecho que TV Breizh se parezca más a una televisión nacional de entretenimiento que a una emisora local. La programación en bretón ha ido descendiendo progresivamente en favor de programas en francés. En 2010 el bretón desapareció por completo de la parrilla del canal.

## Organización

### Dirección
Presidente:
- Fabrice Mollier

Directores generales:
- Rozenn Milin : 2000-2004
- Gaël Desgrées du Lou : 2004-2009
- Laurent Solly : 2009-2010

Responsable de adquisiciones:
- Nathalie Biancolli

### Capital
El capital de la cadena proviene en un 100 % del grupo TF1.
El accionariado original en el momento de la creación del canal correspondía en un 27 % al holding Artémis de François Pinault, el 22 % del grupo TF1, el 15 % del banco Crédit Agricole de Bretagne, el 13 % de Rupert Murdoch, un 13 % de Mediaset, un 6 % de Jean-Claude Darmon y el 4 $ restante de Panavi.
Mediaset, el grupo de Silvio Berlusconi, vendió sus participaciones correspondientes al 13 % del capital de TV Breizh al productor Franco-tunecino Tarak Ben Ammar. Según fuentes bancarias, el montante de la operación ascendió a 5 millones de euros.
- Datos: Q164039
- Multimedia: TV Breizh / Q164039